# Phedimus sikokianus
Phedimus sikokianus är en fetbladsväxtart som först beskrevs av Carl Maximowicz, och fick sitt nu gällande namn av H. 't Hart. Phedimus sikokianus ingår i släktet fetblad, och familjen fetbladsväxter. Inga underarter finns listade i Catalogue of Life.